# Harsleben

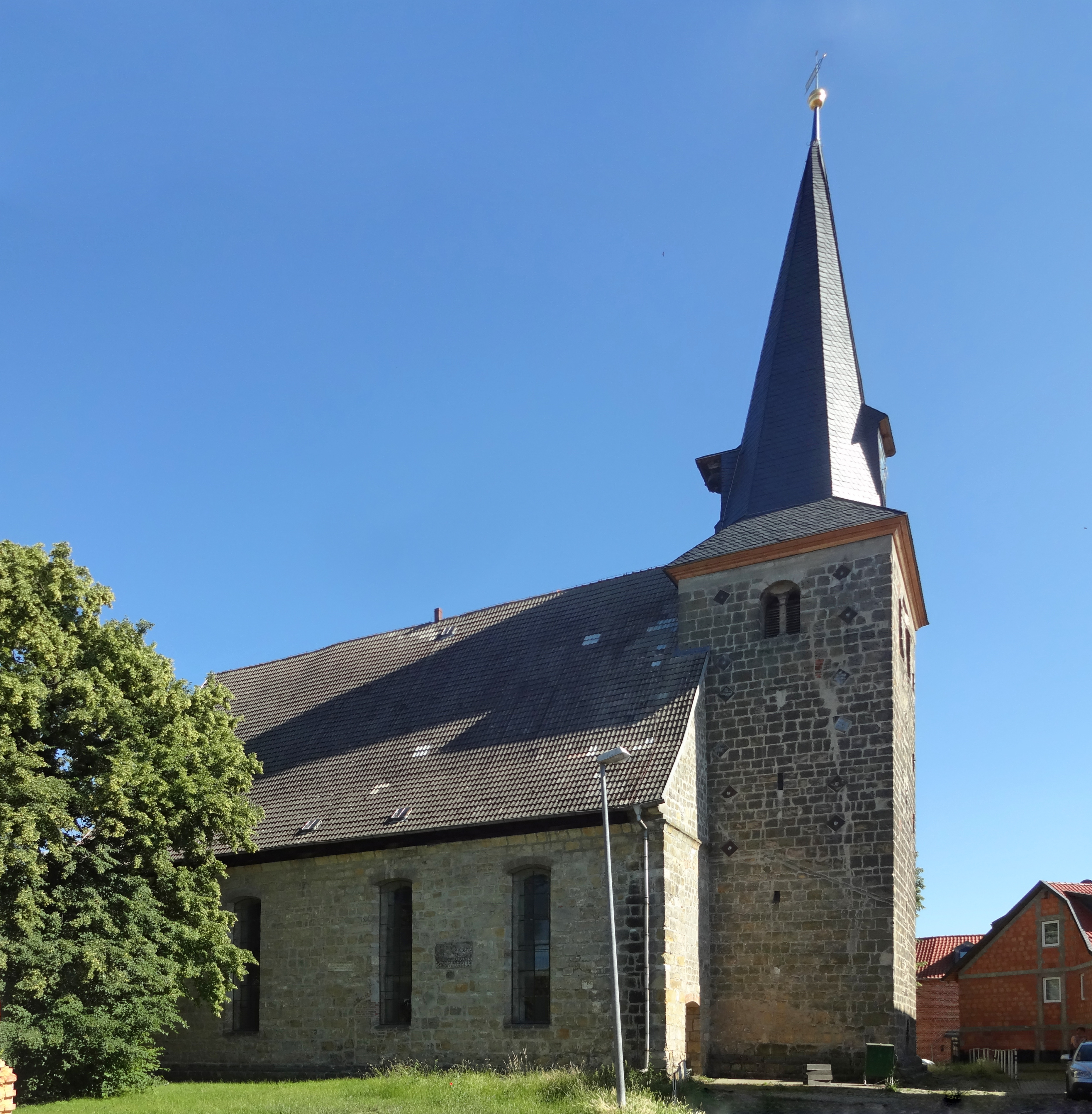
Kirche Harsleben

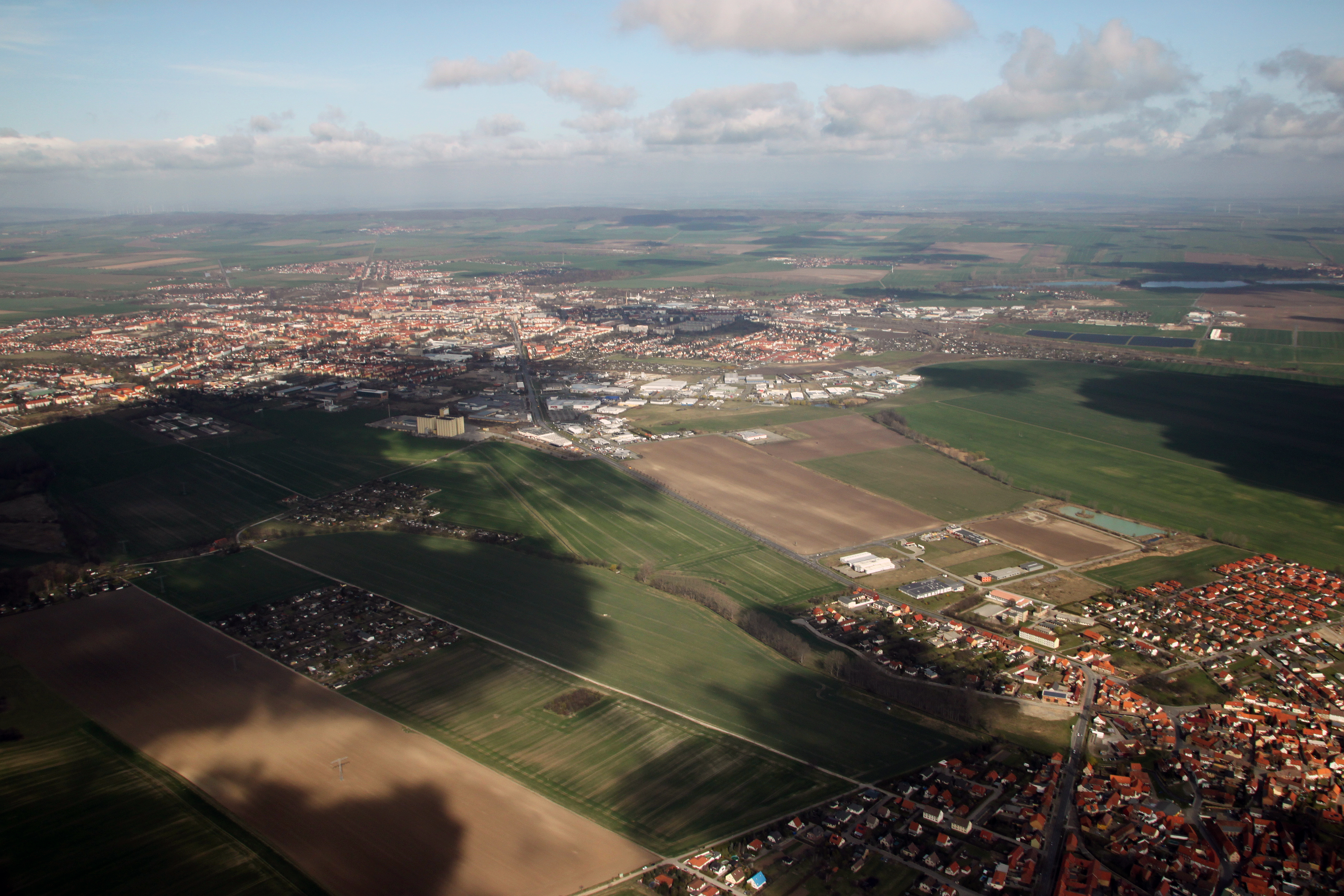
Luftaufnahme von Harsleben mit Halberstadt

Harsleben, niederdeutsch Harschlewe, ist eine Gemeinde, die zur Verbandsgemeinde Vorharz im Landkreis Harz (Sachsen-Anhalt) gehört.

## Geografie
Der Ort liegt im nördlichen Harzvorland am Goldbach südöstlich der Kreisstadt Halberstadt. Durch den Ort führt die Bundesstraße 79 nach Quedlinburg, von der östlich eine Verbindungsstraße nach Wegeleben abzweigt.
Zum Ortsnamensbestandteil -leben siehe hier.

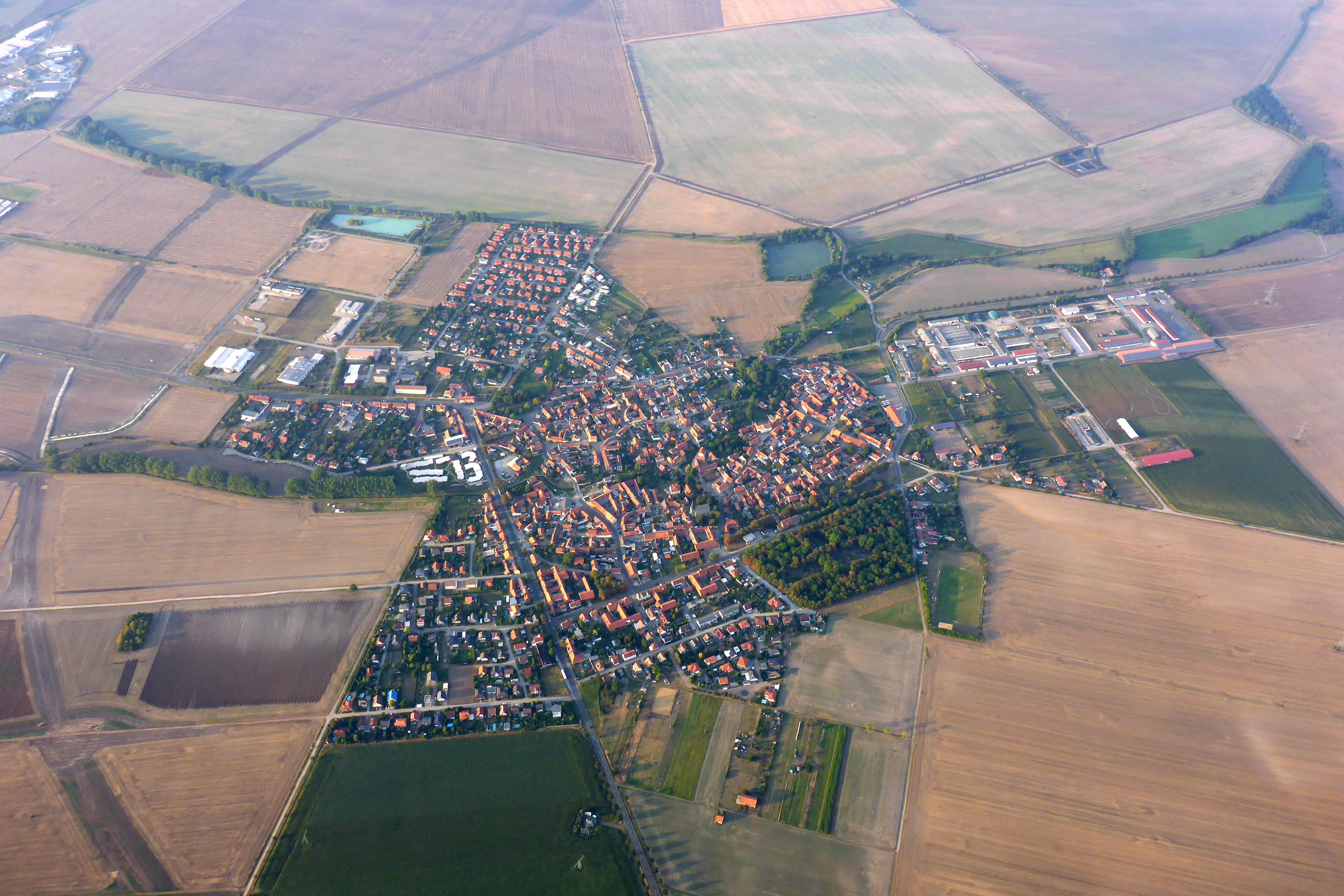
Harsleben aus 1000 m Höhe

## Geschichte
Harsleben wurde im Jahre 1136 erstmals urkundlich erwähnt. Um 1220 bis in das 14. Jahrhundert Hersleve genannt. Der in Sachsen-Anhalt weit verbreitete Namensbestandteil -leben bedeutet: „Hinterlassenschaft, Erbe“. Die Edelherren von Meinersen waren hier begütert. Sie gaben um 1220 im Ort zwei Hufen als Lehen an Friedrich von Harsleben.
Harsleben gehörte bis 1648 zum Bistum Halberstadt, das dann säkularisiert und als Fürstentum Halberstadt mit dem Kurfürstentum Brandenburg vereinigt wurde. Harsleben war Sitz eines eigenen Amtes und gelangte 1815 an den Regierungsbezirk Magdeburg der preußischen Provinz Sachsen.

## Religion
Die Kirchengemeinde Harsleben gehört zum Pfarrbereich Wegeleben im Kirchenkreis Halberstadt der Evangelischen Kirche in Mitteldeutschland.
Nachdem infolge der Flucht und Vertreibung Deutscher aus Mittel- und Osteuropa 1945–1950 die Zahl der Katholiken im seit der Reformation evangelisch-lutherisch geprägten Harsleben erheblich angestiegen war, wurde die nach Konrad von Parzham benannte katholische Bruder-Konrad-Kapelle als Außenstation der Halberstädter Pfarrei St. Andreas eingerichtet, die inzwischen wieder geschlossen wurde.

## Politik

### Gemeinderat
Bei der Kommunalwahl am 26. Mai 2019 entfielen die 14 Sitze des Gemeinderats auf folgende Parteien und Wählergruppen. Die Wahlbeteiligung lag im Jahr 2019 bei 58,4 %. Keinen Sitz erhielten die Freien Wähler mit 3,37 % der Stimmen.
- Wählergemeinschaft Bürger für Harsleben: 40,21 %, 6 Sitze
- Wählergemeinschaft Alternative für Harsleben: 32,41 %, 5 Sitze
- CDU: 24,01 %, 3 Sitze

### Wappen
Das Wappen wurde am 17. Februar 1936 durch den Oberpräsidenten der Provinz Sachsen verliehen.
Blasonierung: „Schräggeteilt von Rot über Silber; oben drei im rechten Winkel abwärts kehrend gestellte sechsstrahlige silberne Sterne, unten ein abnehmender roter Mond.“

## Kultur und Sehenswürdigkeiten
- Die evangelische Kirche St. Simon und Judas, die das Ortsbild prägt, ist eine Kirche des frühen 17. Jahrhunderts mit romanischem Turm und reicher Ausstattung, unter anderem einem wertvollen Orgelprospekt.
- Grabstätten auf dem Ortsfriedhof für einen sowjetischen und drei polnische Zwangsarbeiter (darunter ein 13-jähriges Mädchen), die während des Zweiten Weltkrieges nach Deutschland verschleppt und Opfer von Zwangsarbeit wurden

## Wirtschaft
Bis August 2007 war in Harsleben die traditionsreiche Käserei Rusack ansässig, die nur wenige Jahre nach der Übernahme durch die Müller-Gruppe geschlossen wurde.
Es existieren die üblichen Handwerksbetriebe im Ort, des Weiteren gibt es in dem Gewerbegebiet einige Autohäuser sowie Lebensmittelproduktionsbetriebe und Medizinartikel-Hersteller. Eine Tankstelle existiert ebenfalls in Harsleben.

## Persönlichkeiten

### Söhne und Töchter der Gemeinde
- Karl Sigismund Kramer (1759–1808), Arzt, Schriftsteller und Übersetzer
- Alfred Freyberg (1892–1945), NSDAP-Politiker, 1932–1940 Ministerpräsident von Anhalt, 1939–1945 Oberbürgermeister von Leipzig